# Colotis celimene
The Lilac Tip or Magenta Tip (Colotis celimene)là một loài bướm thuộc họ Pieridae. Loài này có ở Afrotropic ecozone.
Sải cánh dài 37–40 mm. The adults fly quanh năm, peaking từ tháng 3 đến tháng 5.
The larva feed on Boscia albitrunca and Capparis species.

## Phụ loài
The following subspecies are recognised:
- C. c. celimene (Lucas, 1852)
- C. c. amina (Hewitson, 1866)
- C. c. angusi Rothschild, 1921
- C. c. pholoe (Wallengren, 1860)
- C. c. praeclarus (Butler, 1886)
- C. c. sudanicus (Aurivillius, 1905)

## Hình ảnh

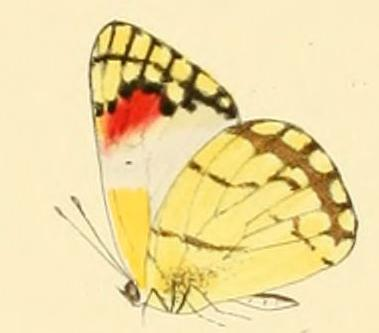
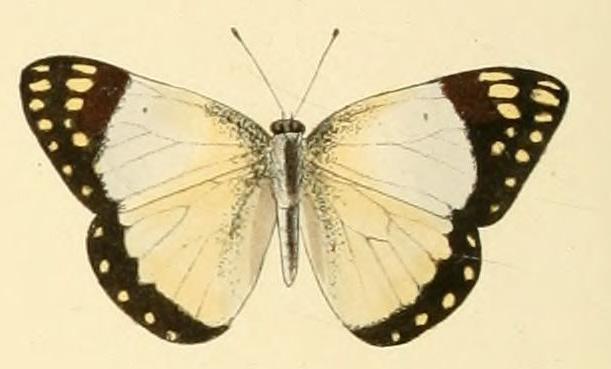